# Molophilus (Austromolophilus) spetai
Molophilus (Austromolophilus) spetai is een tweevleugelige uit de familie steltmuggen (Limoniidae). De soort komt voor in het Australaziatisch gebied.